# Saint-Martin-des-Noyers
Saint-Martin-des-Noyers – miejscowość i gmina we Francji, w regionie Kraj Loary, w departamencie Wandea.
Według danych na rok 1990 gminę zamieszkiwały 1 953 osoby, a gęstość zaludnienia wynosiła 47 osób/km² (wśród 1504 gmin Kraju Loary Saint-Martin-des-Noyers plasuje się na 308. miejscu pod względem liczby ludności, natomiast pod względem powierzchni na miejscu 121.).